# Subtiloria subtilis
Subtiloria subtilis är en insektsart som först beskrevs av Andrej Vasiljevitj Gorochov 1996.  Subtiloria subtilis ingår i släktet Subtiloria och familjen syrsor. Inga underarter finns listade i Catalogue of Life.